# Cofradía Penitencial de la Unción y Mortaja de Cristo
La Cofradía Penitencial de la Unción y Mortaja de Cristo es una cofradía de culto católico que tiene su sede canónica en la Parroquia de Santo Domingo de Guzmán de la ciudad de San Cristóbal de La Laguna, en la isla de Tenerife, en la comunidad autónoma de Canarias (España).

## Historia
Esta cofradía fue fundada en una época de renovación de la Semana Santa de San Cristóbal de La Laguna, concretamente el 28 de mayo de 1955. Tuvo una época de inactividad entre 1985 y 1995, hasta que un grupo de jóvenes reinició su participación procesional en Semana Santa. 
Antiguamente la Cofradía de la Unción y Mortaja era la que realizaba la ceremonia de la sepultura del Cristo Difunto.
En 2018 esta cofradía incorporó una nueva imagen y otra nueva procesión. Se trata de una imagen de un Cristo descendido de la cruz realizada por el escultor tinerfeño Ibrahim Hernández. La nueva procesión que hasta ahora no se realizaba tiene lugar el Viernes Santo, a partir de las 13:15 horas, partiendo desde la parroquia de Santo Domingo, su sede canónica. Por su parte, en 2019 el mismo escultor talló una nueva imagen de la Dolorosa para este paso.

## Titulares
- Santísimo Cristo de la Unción, Nuestra Señora del Mayor Dolor, Santos Varones, San Juan y la Magdalena: Este paso está compuesto por varias imágenes: la Virgen dolorosa, es obra de Ibrahim Hernández (la primitiva que procesionó hasta 2018 era obra de Encarnación Hurtado), Los Santos Varones y San Juan Evangelista son obras isleñas, se cree que de finales del siglo XVII, y María la Magdalena fue realizada por Fernando Estévez en el siglo XIX. El antiguo crucificado (el Cristo de la Misericordia) se atribuye a Lázaro González de Ocampo, el actual (el Cristo de la Unción) es obra de Ibrahim Hernández del año 2018.

## Salidas Procesionales
- Jueves Santo: A las 19:30 horas, procesión del Santísimo Cristo de la Unción, Nuestra Señora del Mayor Dolor, Santos Varones, San Juan y la Magdalena.[3]

- Viernes Santo: A las 13:15 horas, procesión del mismo paso. A las 17:00 horas, Procesión Magna.[3]